# Međimurje
Međimurje este o arie protejată (sit de importanță comunitară — SCI) din Croația întinsă pe o suprafață de 2.523,01 ha, integral pe uscat.

## Localizare
Centrul sitului Međimurje este situat la coordonatele 46°27′34″N 16°24′23″E / 46.459353°N 16.406396°E.

## Înființare
Situl Međimurje a fost declarat sit de importanță comunitară în iulie 2013 pentru a proteja 4 specii de animale.

## Biodiversitate
Situată în ecoregiunea continentală, aria protejată conține 2 habitate naturale: Fânețe de joasă altitudine (Alopecurus pratensis, Sanguisorba officinalis), Păduri ilirice de stejar și carpen (Erythronio-Carpinion).
La baza desemnării sitului se află mai multe specii protejate de  nevertebrate (4): Euplagia quadripunctaria, fluturele purpuriu (Lycaena dispar), Phengaris nausithous, Phengaris teleius.